# William Niskanen
William Arthur Niskanen (13 de marzo de 1933, Bend, Oregón, Estados Unidos-26 de octubre de 2011, Washington D. C.) fue un economista estadounidense. Fue más conocido por haber sido uno de los arquitectos del programa económico del presidente de Estados Unidos, Ronald Reagan en los años 1980 y por haber sido un importante contribuyente al campo de la teoría de la elección pública. Además, fue director del Instituto Cato durante muchos años.

## Educación
Niskanen recibió su título a nivel licenciatura de la Universidad de Harvard en 1954. Continuó sus estudios de posgrado en economía en la Universidad de Chicago, en donde tuvo de profesores a Milton Friedman y otros importantes economistas que en ese entonces estaban revolucionando el mundo de la economía, las políticas pública y el derecho con ideas que luego se conocería como la Escuela de Chicago. Niskanen recibió su título de maestría en 1955 y su doctorado en 1962, con una disertación sobre la economía de las ventas de bebidas alcohólicas.

## Carrera

### En Washington
Luego de graduarse de Chicago, Niskanen se unió a la corporación RAND como analista de políticas de defensa en 1957, utilizando sus habilidades matemáticas y de modelación para analizar y mejorar la eficiencia militar. Entre sus logros está el desarrollo de un modelo de programación lineal de 400 líneas para el sistema de transporte de la Fuerza Aérea. Su programador del modelo fue William Sharpe, quien más adelante ganaría el premio Nobel en economía.
Gracias a su trabajo con RAND, la nueva administración Kennedy designó a Niskanen como director de estudios especiales en la Oficina del Secretario de Estado. Allí, se convirtió en uno de los primeros "chicos especiales" del Secretario de Defensa Robert McNamara que utilizaron el análisis estadístico para examinar las operaciones del Departamento de Defensa.
Mientras trabajaba en el Pentágono, Niskanen se desilusionó con la clase política del país, declarando después que el presidente y otros funcionarios del poder ejecutivo "mentían con... regularidad" al público. Esta desilusión algunas veces lo llevó a cuestionar si es los Estados Unidos efectivamente habían alunizado en 1969.
Niskanen dejó el Departamento de Defensa en 1964 para convertirse en el director de la División de Análisis de Programas en el Instituto de Análisis de la Defensa. En 1972, regresó al sector público como director asistente de la Oficina de Administración y Presupuesto, aunque sus críticas internas de las políticas de la administración Nixon hicieron de su paso por la OAP algo breve.

### En el mundo académico
Niskanen dejó Washington y regresó al mundo académico, convirtiéndose en profesor de economía en la Universidad de California en Berkeley en 1972, en donde trabajó hasta que fue contratado por Ford Motor Company en 1975. En Berkeley, Niskanen ayudaría al establecimiento de la escuela de posgrado de políticas públicas. Mientras vivía en California conoció al en ese entonces gobernador, Ronald Reagan, quien lo incluyó en un grupo de trabajo sobre la economía del estado.
Luego de haber sido despedido de Ford en 1980 (ver líneas abajo), Niskanen regresó al mundo académico, esta vez a UCLA.

### Ford Motor Company
En 1975, Niskanen fue nombrado economista en jefe en la Ford Motor Company bajo el director Henry Ford II y el presidente Lee Iacocca. Rápidamente se volvió crítico de la cultura corporativa de Ford y su incapacidad de estar al día con las tendencias de los consumidores, como el deseo de vehículos de menor consumo de combustible en los años 1970 debido a los crecientes precios de la gasolina como resultado de las restricciones de producción de la OPEP.
Fabricantes de autos extranjeros, en especial los japoneses, rápidamente explotaron la demanda de autos de menor consumo de combustible en Estados Unidos, obteniendo así un creciente porcentaje del mercado estadounidense en los años 1970. Ford respondió a esto pidiendo al gobierno norteamericano que imponga cupos a la importación de autos japoneses. Niskanen, que siempre había abogado por el libre mercado, se opuso internamente a esta política, indicando que Ford necesitaba mejorar sus productos en vista del cambio en la demanda. En respuesta a sus críticas, Ford despidió a Niskanen en 1980.

### Gobierno de Ronald Reagan
Sin embargo, Niskanen no estaría sin trabajo por mucho tiempo. El presidente electo, Ronald Reagan, lo incluyó en el Consejo de Asesores Económicos, el cual fue responsable por realizar y analizar investigaciones económicas para aconsejar sobre políticas públicas al poder ejecutivo. Su designación fue una sorpresa dada la rigidez de Niskanen en cuanto a déficits presupuestarios y su preocupación sobre los gastos militares, visiones que entraban en conflicto con las políticas de Reagan.
La forma de hablar directa de Niskanen tanto dentro como fuera del CAE causó problemas en ciertas ocasiones. En un discurso ante un grupo de mujeres en 1984, comentó que el hecho de que las mujeres abandonan la fuerza laboral para criar a sus hijos contribuía a la disparidad en ingresos entre géneros. Aunque esto es ampliamente aceptado y comprobado empíricamente hoy en día, el comentario de Niskanen fue condenado en 1984, además de ser criticado por el candidato presidencial demócrata Walter Mondale, quien dijo que ejemplificaba la falta de respeto hacia las mujeres por parte de la administración Reagan.
El año siguiente, otro comentario directo de Niskanen significó su salida de la Administración Reagan. Durante las negociaciones que finalmente llevarían a la Ley de Reforma Impositiva de 1986, Niskanen criticó internamente la propuesta del gobierno que fue preparada por el Departamento del Tesoro bajo el secretario Donald Regan, diciéndole al presidente Reagan en frente del secretario que la propuesta era "algo que le encantaría a Walter Mondale". Regan se ofendió con el comentario, y después de convertirse en el jefe de gabinete de Reagan impidió el ascenso de Niskanen como director del CAE luego de que Martin Feldstein dejara el puesto para regresar a Harvard. Niskanen fue director interino por un corto periodo de tiempo, pero poco después renunció del CAE. Niskanen reprendería más adelante a Regan llamándolo "una torre de mermelada" en su libro Reaganomics.

## Instituto Cato
Luego de dejar la Administración Reagan, Niskanen se unió al Instituto Cato, en donde fue presidente de la junta directiva entre 1985 hasta 2008 y fue un activo investigador de políticas públicas. Fue director emérito de Cato entre 2008 hasta su muerte en 2011.
En marzo de 2012, surgió una disputa entre Charles y David Koch y la viuda de Niskanen, Kathryn Washburn, sobre la participación accionaria de Niskanen en el Instituto Cato.

## Contribuciones académicas

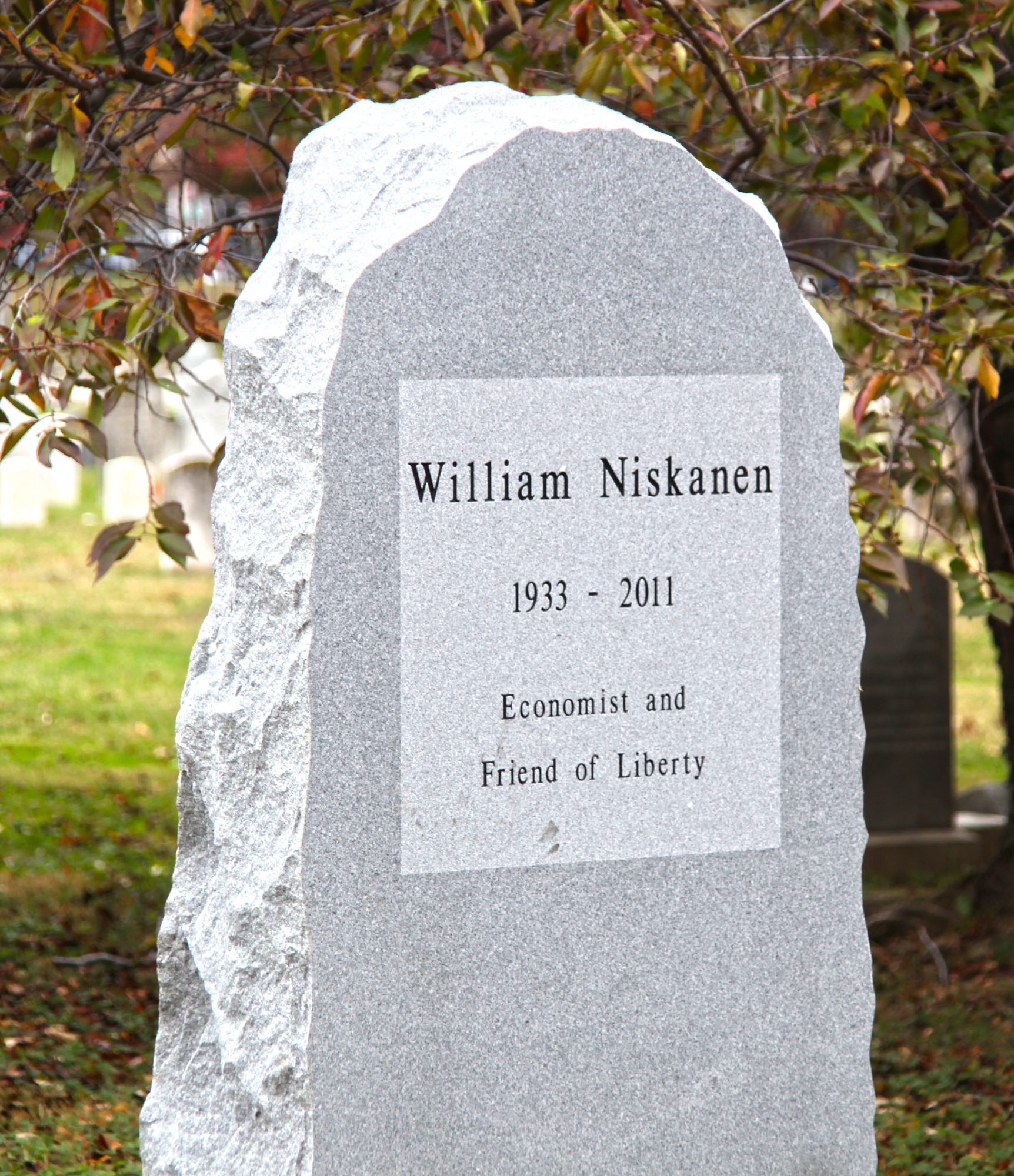
Tumba de William Arthur Niskanen

Niskanen contribuyó en forma sustancial a la teoría de la elección pública, un campo tanto de la ciencia económica como política que examina el comportamiento de los políticos y otros funcionarios gubernamentales. La teoría de la elección pública rechazaba la noción tradicional de que estos agentes eran motivados por intereses altruistas en el bien común, y, al contrario, consideraba que seguían sus propios intereses como cualquier otro agente económico. Su principal contribución a la teoría de la elección pública fue el modelo de maximización de presupuesto - la noción de que los burócratas siempre tratarán de maximizar el presupuesto y autoridad de su agencia. Presentó esta teoría en su libro de 1971 Bureaucracy and Representative Government (en español, Burocracia y Gobierno Representativo).

### Obras
Niskanen escribió varios libros, artículos académicos y ensayos sobre política y gobierno. Su obra más importante, Bureaucracy and Representative Government, publicada en 1971, tuvo un gran impacto en la gerencia pública y desafió fuertemente el campo de la administración pública en el espíritu de Bureaucracy de Ludwig von Mises. El libro no fue distribuido por mucho tiempo, pero fue republicado con varios ensayos adicionales como Bureaucracy and Public Economics (Cheltenham, UK: Edward Elgar, 1994). Esta obra de Niskanen fue el primer texto sobre los modelos de elección racional de la burocracia.
Otra de sus obras importantes fue el libro Reaganomics de 1988, en el cual describe tanto las políticas públicas como la política al interior de la Casa Blanca del programa económico de Reagan. El columnista del Washington Post, Lou Cannon, autor de la biografía del presidente Reagan, describió el libro como "una descripción definitiva y particularmente objetiva de las políticas económicas del gobierno".
El último libro de Niskanen fue Reflexiones de un Economista Político (2008). Este libro es una colección de ensayos y reseñas de libros sobre política pública y temas económicos, y es como una biografía intelectual.